# Anna Sakse
Anna Sakse (Lejasciems, 1905. január 16. – 1981. március 2.) lett író, Lettország népművésze, szovjet Lettország egyik legismertebb írónője.

## Élete
Anna Sakse szegényparaszt családban született a Gulbene-közeli Lejasciemsben. A szülei nagy nehézségek árán biztosították számára a középiskola elvégzését. A tehetséges lány 1925–1927 között ösztöndíjjal került a Lett Egyetem filológia fakultására. Az ösztöndíj megszűnését követően a Pēdējā Brīdī rigai napilapnál talált állást mint korrektor és fordító. 1934-ben került kapcsolatba az illegális „forradalmi” értelmiséggel. 
1940-ben a Lett SZSZK kikiáltását követően a Kommunista Párt Cina („Harc”) című lapjának a szerkesztője.
1941-ben a Csuvas Köztársaságba evakuálják, egy ideig kolhozban dolgozik. Innen hamarosan Kirovba kerül, ahol ismét a háború alatt itt megjelenő Cinának a szerkesztője. 1944-ben tér vissza Lettországba. 1950 és 1958 között a Szovjetunió Legfelső Tanácsának tagja (a Szovjetunió parlamenti képviselője). Tagja a Szovjet Béketanácsnak.

## Irodalmi munkássága
Anna Sakse fiatalon mint korrektor és fordító kezdete irodalmi munkásságát. Első regénye, a „Darba cilts” („Munkás fajta”) 1941-ben jelent meg. Ebben szülőföldjéről hozott emlékei alapján a parasztasszonyok nehéz munkáséletéről ír. Az igazi írói elismertséget a „Pret kalnu” („A hegy ellen”) – magyarul „Felfelé” címen jelent meg – című, Solohov „Feltört ugar” című regényének ihletése alapján írt regénye hozta meg. Ebben a szocialista realista műben, amiért 1959-ben Sztálin-díjjal tüntették ki, a lettországi kollektivizációról szólt. A regényben felhasználta a parasztság nehéz sorsáról saját gyermekkora idején szerzett élményeit. Ezt a regényt jószerivel minden szocialista állam nyelvére lefordították, és ezzel Anna Sakse az egyik legtöbb nyelvre lefordított lett íróvá vált. Harmadik regényében, a  „Dzirksteles nakti” („Szikrák az éjszakában”) című művében egyetemi éveinek emlékeit dolgozta fel. Életének utolsó éveiben inkább elbeszéléseket, humoreszkeket írt, illetve gyermekirodalommal foglalkozott, több mesét is megjelentetett.
Fontos megjegyezni, hogy unokahúga, Elga Sakse a magyar irodalom legjelentősebb népszerűsítője volt Lettországban. Elga Sakse több tucat magyar regényt fordított lettre, többek között Márai Sándor, Szabó Magda, Móra Ferenc több művét.

## Művei

### Regények
- Darba cilts („Munkás fajta”, 1941)
- Pret kalnu („Felfelé”, 1948)
- Dzirksteles naktī („Szikrák az éjszakában”, 1951–1957)

### Mesék
- „Trīs šķūnīši” („Három fészer”, 1944)
- „Pasakas” („Mesék”, 1946)
- „Čitas burtnīca” („Másmilyen ábécéskönyv” 1958)
- „Kalējdēls Kaspars” („Kovácsfia Gáspár”, 1964)
- „Pasakas par ziediem” („Mesék virágokról”, 1966)
- „Kā zaķis brauca uz Rīgu pēc skābu kāpostu sēklām” („Hogyan utazott a nyuszi Rigába savanyúkáposzta-magért”, 1986)

## Magyarul
- Felfelé. Regény; ford. Nyírő József; Új Magyar Könyvkiadó, Bp., 1950
- A csúcsok felé; ford. Cselényi Béla; Orosz Könyv, Bukarest, 1950
- Mesék a virágokról; ford. Bán Péter; Közdok, Bp., 2004
- Hóvirág, A lett irodalom kistükre, Fordította: Brodszky Erzsébet, Budapest: Európa Könyvkiadó, 453–456. o. (1977). ISBN 963-07-0933-3
- (1979. december) „A Pikk Király”. Szovjet irodalom, 59–64. o.